# Гідротаранний насос

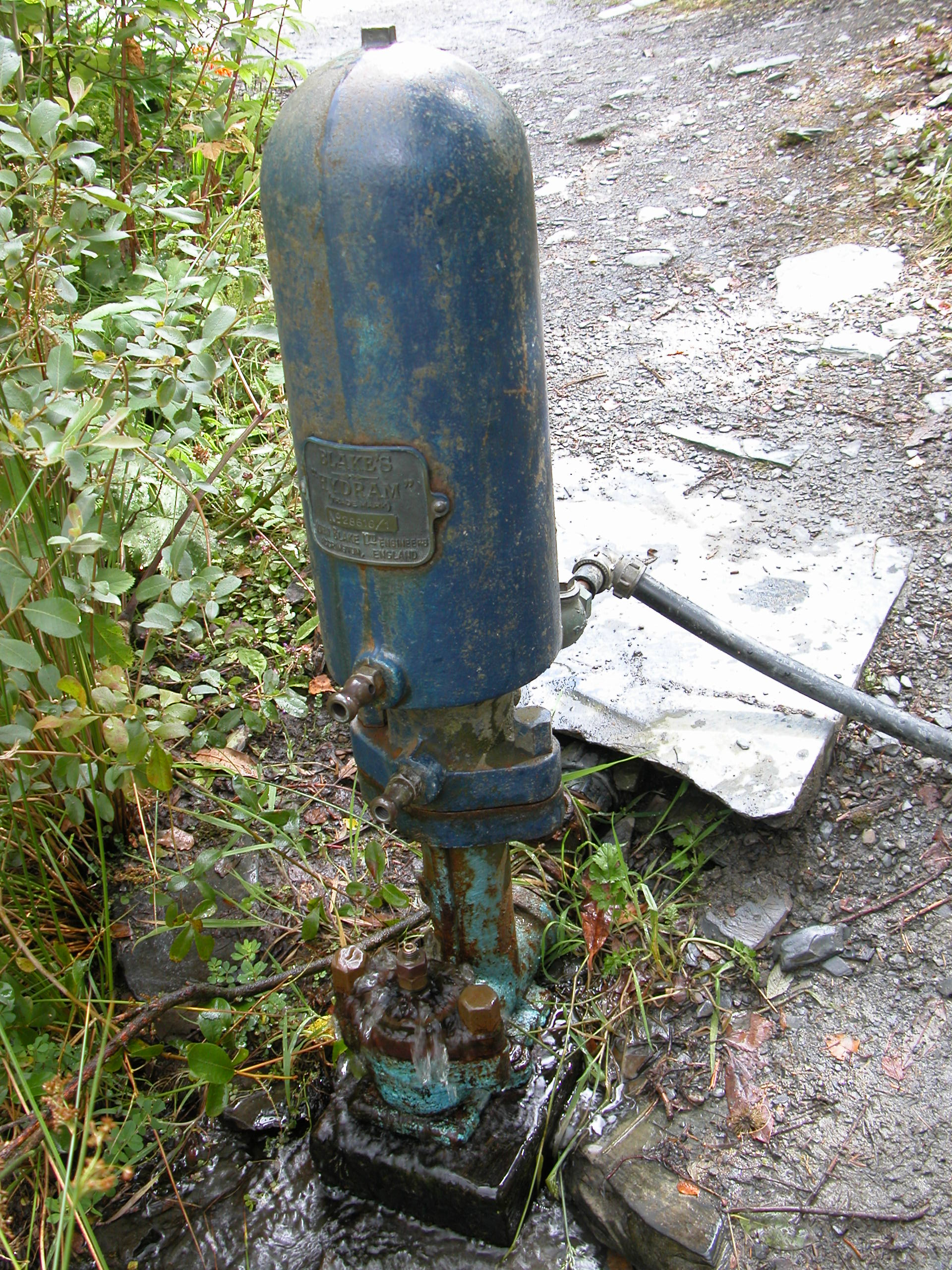
Рис. 1. — Гідротаранний насос, що приводить у дію фонтан в Центрі альтернативних технологій (Уельс)

Гідротаранний насос або гідравлічний таран (фр. bélier hydraulique, англ. hydraulic ram) — механічний пристрій для піднімання води вище свого рівня.

## Загальний опис
Енергію для роботи насос отримує з потоку води, що перетікає під дією сили тяжіння з так званого живильного резервуара (наприклад, з загати на річці) по живильній трубі в деякий розташований нижче стік (наприклад, в ту ж річку нижче за течією), завдяки чому пристрій можна застосовувати в місцевості, де немає електропостачання або інших джерел енергії.
Пропускаючи через себе більшу частину води з невеликої висоти h (різниця висот між стоком і рівнем води в живильному резервуарі) насос піднімає меншу частину води на більшу висоту H (різниця висот між верхньою точкою відвідної труби і рівнем води в живильному резервуарі).
Терміни не є усталеними. Наприклад, живильна труба нерідко іменується «напірною» тощо.

## Історія
1772 року англієць Джон Вайтгерст винайшов і побудував в садибі Олтон (Чешир) «пульсаційний двигун», прообраз гідравлічного тарана, який піднімав воду на висоту 4,9 метра (16 фут), а через три роки опублікував його опис. Пристроєм Вайтгерста керували вручну. Перший автоматичний гідротаранний насос винайшов знаменитий француз Жозеф-Мішель Монгольф'є спільно з Амі Аргандом 1796 року. 1797 року з допомогою свого друга Мет'ю Боултона Монгольф'є отримав британський патент на свій винахід. 1816 року сини Монгольф'є запатентували доопрацьовану версію цього насоса.
У США гідротаранний насос вперше запатентували Серно (J. Cerneau) і Галлет 1809 року. 1834 року американець Строубрідж (H. H. Strawbridge) почав виробництво гідротаранних насосів.
1930 року професор С. Д. Чистопольський у роботі «Гідравлічний таран» опублікував метод теоретичного розрахунку таких пристроїв, заснований на теорії гідравлічного удару, створеній професором М. Є. Жуковським у 1897—1898 роках.

## Конструкція

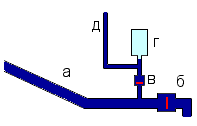
Рис. 2. — Схема гідротаранного насоса

Гідротаранний насос у найпростішому випадку складається з (див. рисунок):
- живильної труби (а)
- відбійного клапана (б)
- поворотного клапана (в)
- повітряного ковпака (г)
- відвідної труби (д)

## Принцип дії

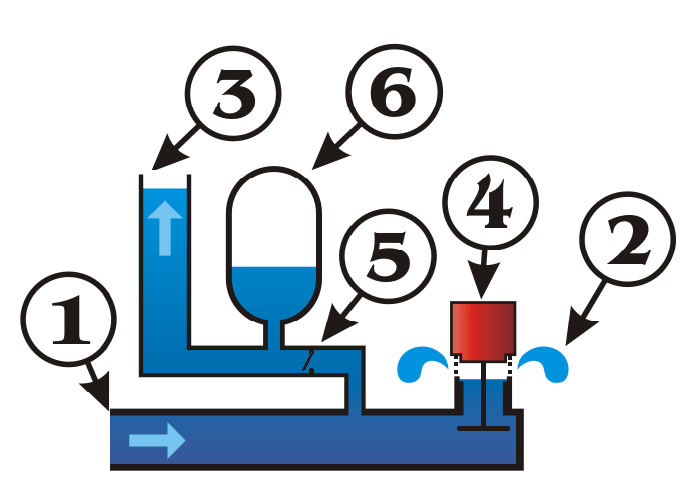
Figure 3: Основні компоненти гідравлічного таранта:
1. Вхід — приводна труба
2. Вільний потік через випускний клапан
3. Вихід — нагнітальна труба
4. Випускний клапан
5. Нагнітальний зворотний клапан
6. Посудина під тиском

Початковий стан: відбійний клапан Б відкритий і утримується в такому положенні пружиною або вантажем тощо. Сила цієї пружини перевищує силу тиску статичного стовпа води в живильній трубі на закритий відбійний клапан. Поворотний клапан В закритий. Повітряний ковпак заповнений повітрям.
По живильній трубі А надходить вода, розганяючись до певної швидкості, за якої відбійний клапан Б, що захоплюється потоком води, долає зусилля своєї пружини і закривається, перекривши стік. Інерція різко зупиненої в живильній трубі води створює гідроудар — різкий стрибок тиску, величина якого визначається довжиною живильної труби і швидкістю потоку. Тиск гідроудару долає тиск стовпа води у відвідній трубі Д, поворотний клапан В відкривається і частина води з живильної труби А проходить через нього і надходить у відвідну трубу але, головним чином, у повітряний ковпак Г, оскільки інерція маси води у відвідной трубі Д перешкоджає такому швидкому, імпульсному надходженню. Вода в живильній трубі зупинена, тиск падає і повертається до статичної величини, поворотний клапан закривається, відбійний клапан відкривається. Вода в живильній трубі починає рухатися, поступово прискорюючись, а в цей час під тиском повітря, підтиснутого в повітряному ковпаку, порція води, що надійшла в нього, протискується у відвідну трубу. Таким чином система повертається в початковий стан і починає новий цикл роботи.

## Приклади
В оригінальному приладі Монгольф'є, облаштованому в Сен-Клу, поблизу Парижа, вода притікає по довгій трубі {\displaystyle AB} (рис. 4) з невисоко розташованого ставка і може вільно витікати через край {\displaystyle K}, поки клапан {\displaystyle V} опущений.

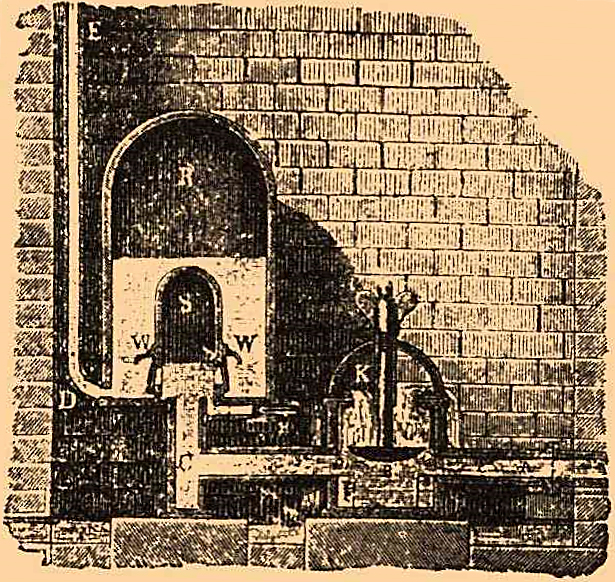
Рис. 4. — Гідравлічний таран Монгольф'є

З того моменту, як вода, що наповнює {\displaystyle AB}, отримала можливість текти, робота сили тяжіння піде на збільшення її швидкості до деякої максимальної величини, обумовленої висотою {\displaystyle h} рівня води в ставку над отвором {\displaystyle K}, Розмірами і властивістю (див. далі) труби {\displaystyle AB}. Разом з тим буде зростати і гідравлічний тиск води на нижню поверхню клапана {\displaystyle V}, вага якого підібрана так, щоб він піднявся і закрив вихідний отвір, як тільки швидкість води в трубі досягне своєї максимальної величини. У цей момент гідростатичний тиск води на внутрішню поверхню труби {\displaystyle AB} і її продовження {\displaystyle CS} почне зростати, оскільки рух води буде сповільнюватися, поки весь запас енергії, що є в її масі у вигляді кінетичної енергії, не буде витрачено на розтягнення цих стінок, на стиск самої води і на внутрішнє тертя. Але частина цих стінок зроблена рухомою: у дзвоноподібному придатку {\displaystyle S} замкнуто водою деяку кількість повітря і поміщено клапани {\displaystyle W}, що відкриваються в дзвін {\displaystyle R}, який теж містить повітря над водою і забезпечений підіймальною трубою {\displaystyle DE}. Тому після закриття клапана {\displaystyle V} кінетична енергія води починає стискати повітря в {\displaystyle S}, поки не піднімуться клапани {\displaystyle W}; тоді вода стане входити в {\displaystyle R}, частково стискати повітря, що є в ньому, а частково підніматися по трубі {\displaystyle DE} на висоту {\displaystyle H}. На все це скоро витратиться кінетична енергія води, тиск в {\displaystyle R} переважить тиск в {\displaystyle S}, клапани {\displaystyle W} закриються, {\displaystyle V} відкриється, і весь процес почнеться знову. Зростання тиску буде тим більшим, чим швидше закривається клапан {\displaystyle V} і чим непіддатливіші стінки посудини, що містить воду в русі. Такого «гідравлічного удару» ретельно намагаються уникати під час облаштування водопроводів, щоб не лопалися труби, тому Монгольф'є й облаштував ковпак {\displaystyle S}; пружна податливість повітря, наявного в ньому, послаблює силу удару; повітря ж у ковпаку {\displaystyle R} служить регулятором для труби {\displaystyle DE} і підтримує в ній рух води в той період, коли клапани W закриті. За підвищеного тиску у воді розчиняється більше повітря, ніж за атмосферного тиску, тому кількість повітря в {\displaystyle S} і {\displaystyle R} зменшувалося б під час неперервної роботи. Для поповнювання цього спаду призначений клапан {\displaystyle H}, який відчиняється всередину: як тільки клапани {\displaystyle W} закриються, пружність повітря в {\displaystyle S} змусить воду в {\displaystyle CBA} відійти назад; з набутою швидкістю вона перейде своє положення рівноваги і зробить на дуже короткий час під {\displaystyle S} тиск, меншим від атмосферного. У цей момент через {\displaystyle H} входить трохи повітря.

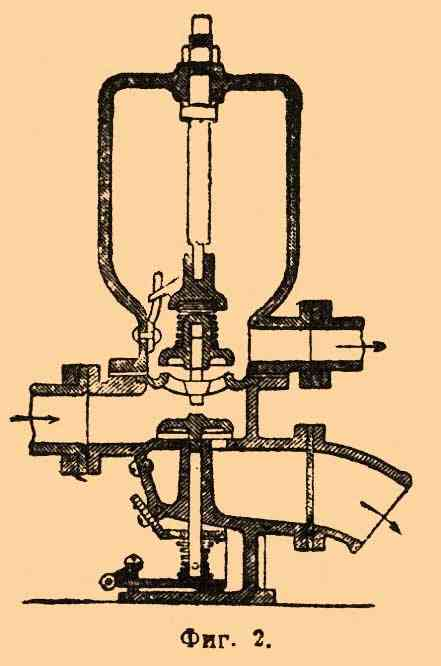
Рис. 5. — Гідравлічний таран Декера

У продажу існують готові типи таранів англійські фірми Дулас, французькі Декер тощо. Під час випробування в Паризькій консерваторії мистецтв і ремесел тарани, облаштовані Декер (Decoeur), дали корисну дію від 0,6 до 0,9. На малюнку 2 видно особливості його будови: обидва клапани розташовані один над іншим і забезпечені пружинами і гвинтами, щоб регулювати їх натяг під час самої роботи, змінюючи число ударів від 40 за спаду 0,3 м до 220 за спаду 2 м; висота підйому в усіх дослідах була 9 м 15 см.
При впусканні повітря через бічний клапан, який не зображено на рис. 2, таран працює без шуму, але корисна дія і найбільша можлива висота підйому зменшуються. Хороші результати дії тарана настільки залежать від своєчасного закривання випускного («стопорного») клапана, що для великих машин Персалль (Pearsall) облаштував для цієї мети особливу машину, що приводиться в рух стисненим повітрям з-під ковпака. Такий тип тарана діє абсолютно плавно, дає великий коефіцієнт корисної дії і може бути облаштований у великих розмірах. На тому ж принципі, Персалль облаштовує гідравлічний таран для отримання струменя стиснутого повітря.

## Розрахунок
Розрахунок коефіцієнта корисної дії гідравлічного тарана дуже простий, якщо обмежитися головними обставинами явища. Нехай зі ставка витікає за одиницю часу об'єм води {\displaystyle V_{1}} і падає з малої висоти {\displaystyle h}. А піднімається в резервуар водопроводу об'єм {\displaystyle V_{2}} на велику висоту {\displaystyle H}. Позначимо {\displaystyle \eta } коефіцієнт корисної дії машини. Він дорівнює відношенню роботи, виконаної машиною до роботи води, що падає: 
 Для визначення {\displaystyle \eta } в різних випадках було зроблено багато дослідів ще 1805 року Ейтельвейном, пізніше Моріном та іншими. З'ясувалося, що коефіцієнт цей тим більший, чим ближче до одиниці відношення {\displaystyle H:h}. За Ейтельвейном, коли {\displaystyle H} у 20 разів більше від {\displaystyle h}, {\displaystyle \eta =0,2}; при {\displaystyle H=8h} {\displaystyle \eta =0,5} ; при {\displaystyle H=3h}{\displaystyle \eta =0,7}. За даними початку XX століття, корисну дія більша за великих спадів, ніж за малих; так, за малих {\displaystyle h} {\displaystyle \eta =0,4}, за середніх — 0,55, а за великих — 0,7. Вплив же відношення висоти падіння до висоти підйому води визнається малим. Тому з {\displaystyle V_{1}=20} (літрів) можна розраховувати, наприклад, підняти 2 л на 7 метрів, 1 л на 14 метрів, і тільки півлітра на 28 м, якщо при даному {\displaystyle H} {\displaystyle \eta } = 0,1 для взятого тарана, труба, яка веде воду, повинна бути достатньої довжини, щоб маса наявної в ній води була значною: за Ейтельвейном, вона повинна перевищувати {\displaystyle H} на число футів, що дорівнює відношенню {\displaystyle H} до {\displaystyle h}, і в усякому разі бути не коротшою, ніж п'ятикратна висота підйому, так що за малих відстаней її доводиться навмисно згинати. Діаметр клапана б повинен дорівнювати діаметру приводної труби, а цей останній у футах дорівнює {\displaystyle 2{\sqrt {60(V_{1}+V_{2})}}}, де {\displaystyle V_{1}} і {\displaystyle V_{2}} дані в кубічних футах. Обсяг ковпака г роблять рівним об'єму приводної труби. Обидва клапани повинні бути якомога ближче один до одного. В даний час[коли?] гідравлічний таран вживається досить часто для підняття невеликої кількості води для господарських цілей.
Зміна тиску визначається за формулою Жуковського: {\displaystyle \Delta p=\rho (v_{0}-v_{1})v},
де ρ — щільність рідини, {\displaystyle v_{0}} і {\displaystyle v_{1}} — середні швидкості води до і після закриття клапана, {\displaystyle v} — швидкість поширення ударної хвилі в рідині. Цю швидкість можна розрахувати за формулою:
{\displaystyle v={\frac {1}{\sqrt {\rho \beta +{\frac {D\rho }{Ed}}}}},}
де {\displaystyle E} — модуль пружності стіни, {\displaystyle \beta } — стисливість рідини, {\displaystyle d} — товщина стін труби, а {\displaystyle D} — її діаметр.
Коефіцієнти пружності різних матеріалів:
- вода — 2× 109 Н/м²;
- чавун — 100× 109 Н/м²;
- сталь — 200× 109 Н/м²;
- мідь — 123× 109 Н/м²;
- алюміній — 71× 109 Н/м²;
- полістирол — 3,2× 109 Н/м²;
- скло — 70× 109 Н/м²;

Граничне значення {\displaystyle V} дорівнює 1414 м/с (швидкість звуку у воді).